# Dystrykt Manitoulin
Dystrykt Manitoulin (ang. Manitoulin District) – jednostka administracyjna kanadyjskiej prowincji Ontario obejmująca obszar wyspy Manitoulin.
Dystrykt ma 13 090 mieszkańców. Język angielski jest językiem ojczystym dla 83,9%, francuski dla 2,9% mieszkańców (2006).

## Podział administracyjny
W skład dystryktu wchodzą:

### Miasta (town)
- Gore Bay
- Northeastern Manitoulin and the Islands

### Gminy (municipality)
- Billings
- Central Manitoulin
- Gordon/Barrie Island

### Gminy (township)
- Assiginack
- Burpee and Mills
- Cockburn Island
- Tehkummah